# Sommation périodique

Une transformée de Fourier et 3 variations causées par un échantillonnage périodique (à l'intervalle T) et/ou une sommation périodique (à l'intervalle P) de la fonction temporelle sous-jacente.

En mathématiques, toute fonction intégrable {\displaystyle s(t)} peut être transformée en une fonction périodique {\displaystyle s_{P}(t)} avec la période P en sommant les décalages de la fonction {\displaystyle s(t)} par des multiples entiers de P. C'est ce qu'on appelle la sommation périodique :
{\displaystyle s_{P}(t)=\sum _{n=-\infty }^{\infty }s(t+nP)}
De façon alternative, quand {\displaystyle s_{P}(t)} est représentée comme une série de Fourier, les coefficients de Fourier sont égaux aux valeurs de la transformée de Fourier (continue), {\displaystyle S(f)\triangleq {\mathcal {F}}\{s(t)\},} évaluées en des valeurs prise à un intervalle {\displaystyle {\tfrac {1}{P}}},. Cette identité est une forme de la formule de sommation de Poisson. De même, une série de Fourier dont les coefficients sont des échantillons de {\displaystyle s(t)} à intervalles constants ( T ) équivaut à une sommation périodique de {\displaystyle S(f),} ce qui est connu sous le nom de transformée de Fourier à temps discret.
La sommation périodique d'un delta de Dirac est le peigne de Dirac. De même, la sommation périodique d'une fonction intégrable est sa convolution avec le peigne de Dirac.

## Espace quotient comme domaine
Si une fonction périodique est plutôt représentée en utilisant le domaine de l'espace quotient {\displaystyle \mathbb {R} /(P\mathbb {Z} )} alors on peut écrire :
{\displaystyle {\begin{aligned}\varphi _{P}:&\mathbb {R} /(P\mathbb {Z} )&\to &\mathbb {R} \\&x&\mapsto &\sum _{\tau \in x}s(\tau )\end{aligned}}}

La fonction {\displaystyle \varphi _{P}} est définie pour l'ensemble des classes d'équivalence de nombres réels qui partagent la même partie fractionnaire lorsqu'ils sont divisés par {\displaystyle P}.